# Liste der Monuments historiques in Rosoy (Oise)
Die Liste der Monuments historiques in Rosoy (Oise) führt die Monuments historiques in der französischen Gemeinde Rosoy auf.

## Liste der Bauwerke
| Bezeichnung           | Beschreibung                                                  | Standort                                           | Kennzeichnung | Schutzstatus | Datum | Bild           |
| --------------------- | ------------------------------------------------------------- | -------------------------------------------------- | ------------- | ------------ | ----- | -------------- |
| Château de Verderonne | Schloss mit Nebengebäuden und Park, erbaut im 19. Jahrhundert | auch auf dem Gebiet der Gemeinde Verderonne (Lage) | PA60000059    | Classé       | 1984  | weitere Bilder |

## Liste der Objekte
- Monuments historiques (Objekte) in Rosoy (Oise) in der Base Palissy des französischen Kultusministeriums